# Aneuclis stigmata
Aneuclis stigmata là một loài tò vò trong họ Ichneumonidae.